# C++/CX
C++/CX ist eine von Microsoft entwickelte Variante der Programmiersprache C++, die mit speziellen Spracherweiterungen die Programmierung für die mit Windows 8 eingeführte Plattform Windows Runtime (WinRT) vereinfacht, insbesondere für das überarbeitete COM-Programmiermodell. Die Spracherweiterungen ähneln denen der C++-Variante C++/CLI, haben aber teilweise abweichende Bedeutungen und folgen einer leicht abgewandelten Grammatik.
Die Abkürzung CX steht für component extensions (deutsch Komponentenerweiterungen), was sich auf die C++-Spracherweiterungen für die COM-Programmierung bezieht.
Microsoft hat im April 2019 angekündigt, dass statt C++/CX in Zukunft die neu eingeführte Technologie C++/WinRT empfohlen wird, um Windows Runtime Apps zu entwickeln.